# 民族运动 (波兰)
民族运动（波蘭語：Ruch Narodowy，缩写为RN）是波兰一个政党，最初是由波兰极右翼和右翼民粹主义政治运动组成的选举联盟，双方签署了意识形态协议。该党成立于2012年波兰独立日游行之后。
2018年，该党与KORWiN组建了一个政党联盟自由与独立联盟。该党目前在瑟姆有5名议员。
该党副主席克日什托夫·博萨克在2020年联盟总统初选中脱颖而出，并在总统选举第一轮中取得6.78%选票，排在所有候选人第四名。
该党的青年组织全波兰青年在党中起主要作用。